# 宗谷海峽通道

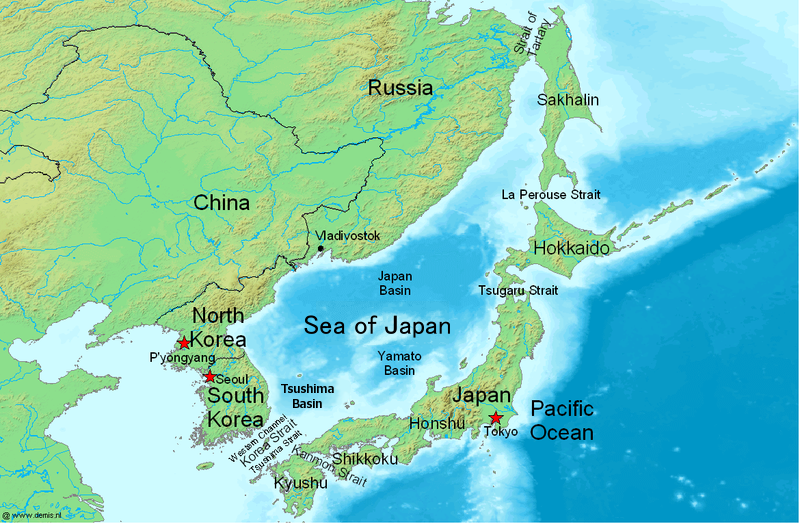
日本海、北海道、薩哈林的位置

宗谷海峽通道，是指計畫連接俄羅斯島嶼库页岛和日本島嶼北海道，跨越45（28英里）的宗谷海峡之跨海隧道或橋樑项目。該项目建設可視為日韓海底隧道的替代方案。

## 海底隧道方案
俄羅斯在2000年提出興建薩哈林－北海道隧道（俄语：Тоннель Сахалин — Хоккайдо）的成本估算，金額達到500億美元。

## 橋梁方案
日本方面認為橋梁造價較低。

## 參閱
- 世界隧橋列表
- 宗谷海峡
- 英法海底隧道